# KZWY
KZWY est une station de radio américaine basée à Sheridan, dans le Wyoming. Elle diffuse ses programmes sur la fréquence 94.9 MHz - FM.

## Histoire
KZWY a débuté en tant que KROE-FM, une station jumelle de KROE-AM, sur les ondes pour la première fois le 7 décembre 1977. KROE, 94.9FM a été la première station de Sheridan (Wyoming), destiné à une audience jeune, avec un mélange de hard rock et de soft rock.

## Informations
Le siège de la station se trouve à Sheridan (Wyoming). Elle émet sur la fréquence 94.9 MHz - FM. Les programmes sont surtout des informations locales et de la musique rock.